# Justine Clarke
Justine Clarke, född 1971, är en australisk skådespelare.
Clarke har bland annat medverkat i TV-serierna Doktorn kan komma och Wildlife ER från 2022. Hon har även medverkat i filmerna om Biet Maya.

## Filmografi (i urval)
- 2014 – Biet Maya
- 2018 – Biet Maya – På nya honungsäventyr
- 2021 – Doktorn kan komma (TV-serie)
- 2021 – Biet Maya och det gyllene ägget
- 2022 – Wildlife ER (TV-serie)
- 2024 – Fisk (TV-serie)